# Pilot Mound (Manitoba)
Pour les articles homonymes, voir Pilot Mound.
Pilot Mound est une localité du Manitoba au Canada.

## Démographie
| 2001 | 2006 | 2011 | 2016 |
| ---- | ---- | ---- | ---- |
| 676  | 630  | 635  | 627  |

## Société
Personnalités
- Lyle Phair (né en 1961), joueur canadien de hockey sur glace né à Pilot Mound